# Helen Burgess
Helen Margarite Burgess (* 26. April 1916 in Portland, Oregon; † 7. April 1937 in Los Angeles, Kalifornien) war eine US-amerikanische Schauspielerin. In ihrer kurzen Karriere wirkte sie in insgesamt vier Spielfilmen mit. Burgess starb mit nur 20 Jahren an den Folgen einer Lungenentzündung.

## Leben
Helen Burgess war eine von zwei Töchtern des Versicherungsvertreters Frank T. Burgess und seiner Frau Estella L. Burgess. Der Vater war bei der Metropolitan Life Insurance Company tätig und wurde nach der Geburt Helens nach Seattle versetzt, weshalb die Familie nach Tacoma zog. Helen Burgess besuchte dort die private Annie Wright School. Nach einem weiteren Umzug der Familie nach Los Angeles ging sie auf die Los Angeles High School und anschließend die University High School. Zudem nahm sie Schauspielunterricht, um anschließend als Bühnenschauspielerin tätig zu werden.
Während eines Auftritts im Theaterstück The Seventh Year in Los Angeles wurde Burgess vom Talentagenten Jack Murton entdeckt, der für Paramount Pictures arbeitete. Bei einem Besuch des Studios begegnete sie Cecil B. DeMille, der noch eine Nebendarstellerin für seinen neuen Film Der Held der Prärie suchte. Obwohl Burgess zuvor nie in einem Film auftrat und allgemein wenig Schauspielerfahrung hatte, konnte sie DeMille bei einem Casting überzeugen. Es folgte 1937 die weibliche Hauptrolle im Drama A Doctor’s Diary an der Seite von George Bancroft sowie eine Nebenrolle im Gangsterfilm King of Gamblers.
Im Januar 1937 heiratete Burgess den Klavierlehrer Herbert Rutherford. Die Ehe wurde nach nur zwei Monaten wieder geschieden. Kurz darauf zog sich die Schauspielerin bei den Dreharbeiten zu ihrem vierten Film Night of Mystery am 1. April 1937 eine Erkältung zu. In den darauffolgenden Tagen verschlechterte sich ihr Zustand, ehe sie mit einer Lungenentzündung in ein Krankenhaus in Los Angeles eingeliefert wurde. Am Morgen des 7. April musste Burgess unter einem Sauerstoffzelt beatmet werden. Sie starb noch am selben Abend im Alter von nur 20 Jahren. Teile des Films Night of Mystery mussten aufgrund des plötzlichen Todes der Hauptdarstellerin abgeändert werden. Zum Zeitpunkt ihres Todes war Burgess zudem als Hauptdarstellerin in Fritz Langs Du und ich im Gespräch. Die Rolle ging schließlich an Sylvia Sidney. Helen Burgess wurde auf dem Forest Lawn Memorial Park bestattet.

## Filmografie
- 1936: Der Held der Prärie (The Plainsman)
- 1937: A Doctor’s Diary
- 1937: King of Gamblers
- 1937: Night of Mystery